# Remo nos Jogos Pan-Americanos de 2011 - Oito com masculino
A competição do oito com masculino foi um dos eventos do remo nos Jogos Pan-Americanos de 2011. Foi disputada na Pista de Remo e Canoagem, em Ciudad Guzmán, nos dias 16 e 19 de outubro.

## Calendário
Horário local (UTC-6).
| Data          | Horário | Fase          |
| ------------- | ------- | ------------- |
| 16 de outubro | 17:20   | Eliminatórias |
| 19 de outubro | 10:57   | Final A       |

## Medalhistas
|  | USA Estados Unidos |  | CAN Canadá |  | ARG Argentina |
|  | Derek Johnson Jason Read Robert Otto Joseph Spencer Stephen Kasprzyk Blaise Didier Matthew Wheeler Michael Gennaro Marcus McElhenney |  | Steven van Knotsenburg Peter McClelland Joshua Morris Benjamin De Wit Kai Langerfeld David Wakulich Blake Parsons Spencer Crowley Mark Laidlaw |  | Diego López Mariano Sosa Ribicich Joaquín Iwan Ariel Suárez Rodrigo Murillo Sebastián Fernández Agustín Silvestro Sebastián Claus Joel Infante |

## Resultados

### Eliminatórias
| Pos. | Remadores | País               | Tempo   | Obs. |
| ---- | --- | ------------------ | ------- | ---- |
| 1    | Derek Johnson, Jason Read, Robert Otto, Joseph Spencer, Stephen Kasprzyk, Blaise Didier, Matthew Wheeler, Michael Gennaro e Marcus McElhenney           | USA Estados Unidos | 6:02.21 | FA   |
| 2    | Steven van Knotsenburg, Peter McClelland, Joshua Morris, Benjamin De Wit, Kai Langerfeld, David Wakulich, Blake Parsons, Spencer Crowley e Mark Laidlaw | CAN Canadá         | 6:02.76 | FA   |
| 3    | Jamie Cuevas, Leopoldo Tejada, Juan Cabrera, Alan Armenta, Gerardo Sánchez, Alan Curiel, Eric Loza, Edgar Valenzuela e Juan Nicolas                     | MEX México         | 6:16.40 | FA   |
| 4    | Diego López, Mariano Sosa Ribicich, Joaquín Iwan, Ariel Suárez, Rodrigo Murillo, Sebastián Fernández, Agustín Silvestro, Sebastián Claus e Joel Infante | ARG Argentina      | 6:17.73 | FA   |
| 5    | Yenser Basilio, Dionnis Carrión, Solaris Freire, Janier Concepción, Yoennis Hernández, Adrián Oquendo, Yunior Pérez, Eduardo Rubio e Juan González      | CUB Cuba           | 6:21.60 | FA   |
| 6    | João Borges Junior, Leandro Atoji, Leandro Tozzo, Alexis Mestre, Allan Bittencourt, Anderson Nocetti, Ronaldo Vargas, Thiago Gomes e Cláudio da Silva   | BRA Brasil         | 7:42.26 | FA   |

### Final A
| Pos.              | Remadores | País               | Tempo   | Obs. |
| ----------------- | --- | ------------------ | ------- | ---- |
| Medalha de ouro   | Derek Johnson, Jason Read, Robert Otto, Joseph Spencer, Stephen Kasprzyk, Blaise Didier, Matthew Wheeler, Michael Gennaro e Marcus McElhenney           | USA Estados Unidos | 5:39.32 |      |
| Medalha de prata  | Steven van Knotsenburg, Peter McClelland, Joshua Morris, Benjamin De Wit, Kai Langerfeld, David Wakulich, Blake Parsons, Spencer Crowley e Mark Laidlaw | CAN Canadá         | 5:41.01 |      |
| Medalha de bronze | Diego López, Mariano Sosa Ribicich, Joaquín Iwan, Ariel Suárez, Rodrigo Murillo, Sebastián Fernández, Agustín Silvestro, Sebastián Claus e Joel Infante | ARG Argentina      | 5:41.77 |      |
| 4                 | Jamie Cuevas, Leopoldo Tejada, Juan Cabrera, Alan Armenta, Gerardo Sánchez, Alan Curiel, Eric Loza, Edgar Valenzuela e Juan Nicolas                     | MEX México         | 5:42.24 |      |
| 5                 | Yenser Basilio, Dionnis Carrión, Solaris Freire, Janier Concepción, Yoennis Hernández, Adrián Oquendo, Yunior Pérez, Eduardo Rubio e Juan González      | CUB Cuba           | 5:45.69 |      |
| 6                 | João Borges Junior, Leandro Atoji, Leandro Tozzo, Alexis Mestre, Allan Bittencourt, Anderson Nocetti, Ronaldo Vargas, Thiago Gomes e Cláudio da Silva   | BRA Brasil         | 5:50.43 |      |

### Remo
| S | Classificado(a) para as semifinais |    |                        | FA | Final A (disputa de medalhas) |  |  | FD | Final D (sem medalhas) |
| Q | Classificado(a) para as quartas    | FB | Final B (sem medalhas) | FE | Final E (sem medalhas)        |  |  |    |                        |
| R | Classificado(a) para a repescagem  | FC | Final C (sem medalhas) | FF | Final F (sem medalhas)        |  |  |    |                        |